# Werner Kempf (Maler)
Werner Kempf (* 1. Oktober 1925 in Chemnitz; † 3. Juni 1999 in Schneeberg) war ein deutscher Maler und Mundartsprecher.

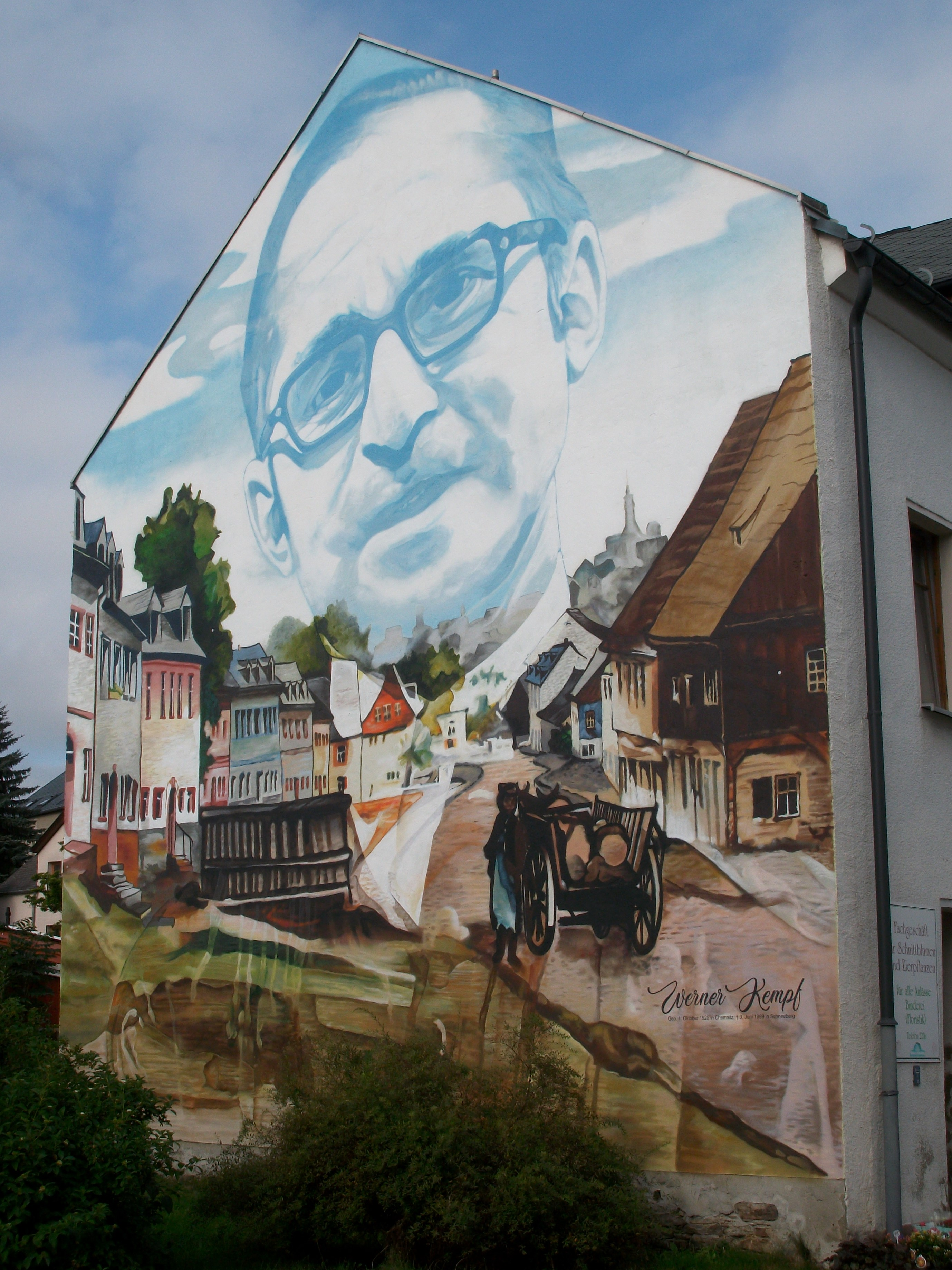
Gemälde mit Porträt Werner Kempf in Neustädtel (Karlsbader Straße)

## Leben und Wirken

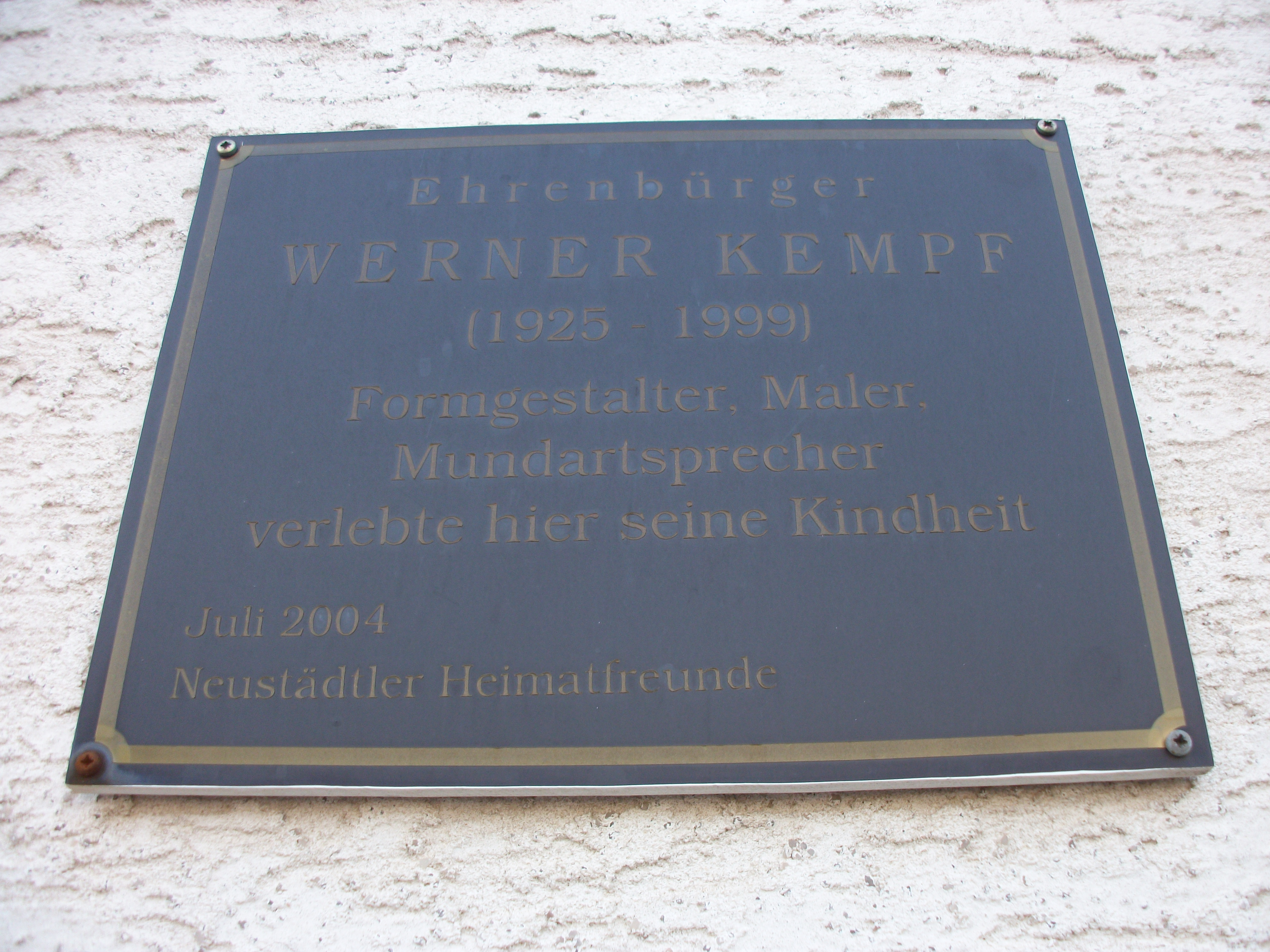
Neustädtel, Gartenstraße 21 (Infotafel Werner Kempf)

Kempf wuchs in Neustädtel auf, wo sein Vater als Fabrikarbeiter tätig war. In seiner Heimatstadt, die 1939 nach Schneeberg eingemeindet wurde, besuchte er von 1932 bis 1940 die Pestalozzi-Schule. Bereits in der Schulzeit lernte er das Schnitzen und gehörte einer Sing- und Spielschar an. Ab 1940 begann er eine weiterführende Schulbildung an der Städtischen Handelsschule in Schneeberg, brach diese jedoch aus finanziellen Gründen ab und trat eine Lehre als Kaufmannsgehilfe bei der Firma Gebrüder Wilisch in Oberschlema an. Aufgrund seiner kleinen Körpergröße von 1,44 m blieb er im Zweiten Weltkrieg von einem Kriegsdienst in der Wehrmacht verschont. Nach Kriegsende arbeitete er bis 1949 als Heimarbeiter in der Greifenstein-Kunsthütte in Thum, wo er für seine gefertigten Artikel zahlreiche Preise erhielt. Anschließend machte er sich als Kunstgewerbler und Maler selbstständig und war 1959 einer der Mitbegründer der PGH Schnitzer und Drechsler, die später unter dem Namen PGH Schneeberger Volkskunst bekannt wurde. 1978 erlangte er an der Fachschule für angewandte Kunst den Abschluss als Formgestalter. Er fertigte zahlreiche Zeichnungen und Aquarelle mit heimatlichen Motiven aus dem Erzgebirge.
Als Mundartsprecher debütierte er 1949 und trat zunächst mit den Zschorlauer Nachtigallen und den Filzteich-Maad auf. außerdem gehörte Kempf 1962/63 zu den Initiatoren des Erzgebirgsensembles Aue, in dem er bis in die 1990er aktiv blieb. Er schrieb zahlreiche humoristische Gedichte und gereimte Erzählungen meist in erzgebirgischer Mundart, die insbesondere aufgrund seines eigentümlichen Sprechstils Beliebtheit erlangten.

## Ehrungen

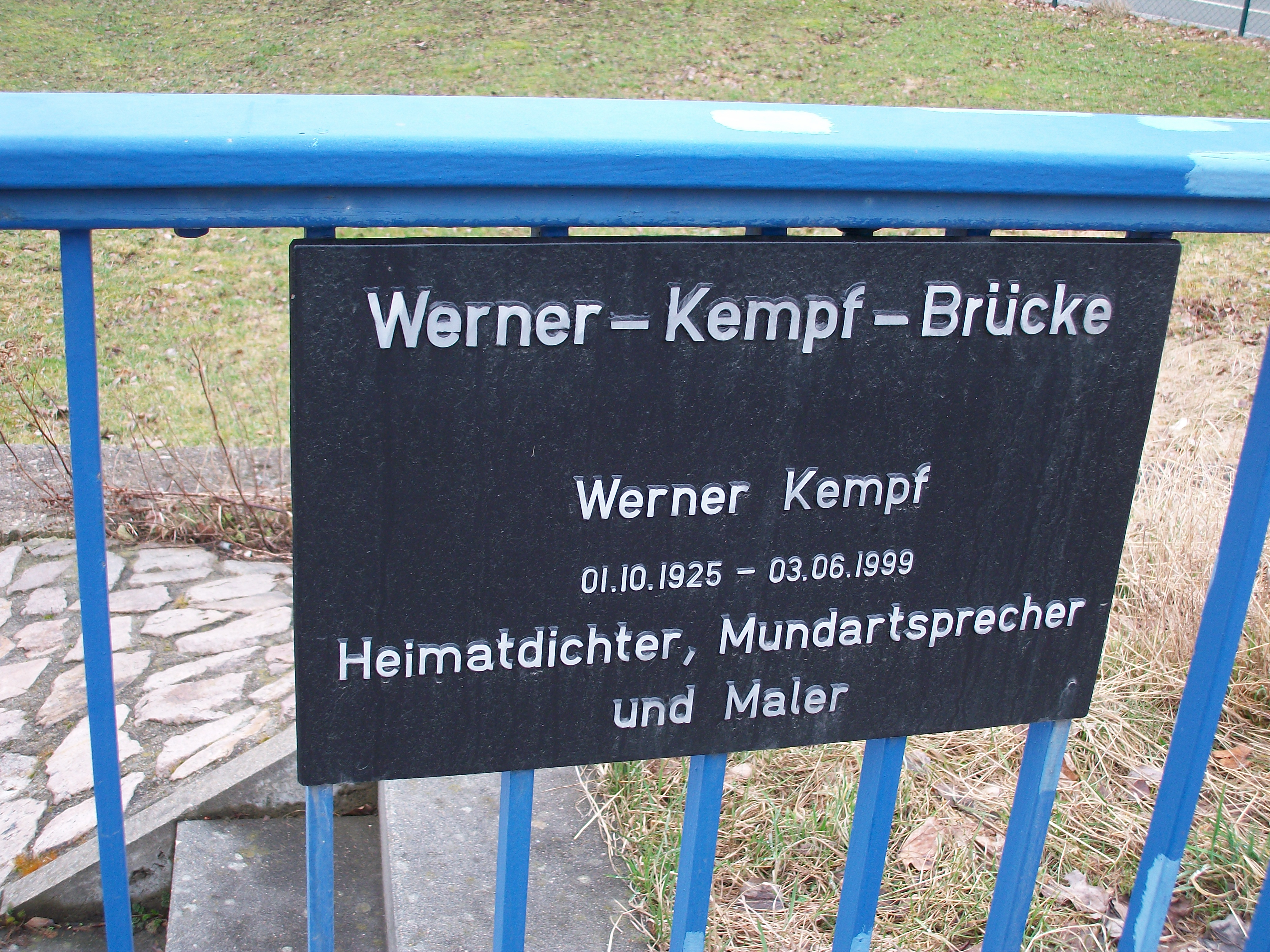
Werner-Kempf-Brücke (Schneeberg), Infotafel

Kempf erhielt 1961 den Kunstpreis des Bezirks Karl-Marx-Stadt und 1974 die Verdienstmedaille der DDR. Anlässlich seines 50. Geburtstags wurde ihm  vom Kulturbund die Medaille für heimatkundliche Leistungen in Gold verliehen. 1985 wurde er zum Ehrenbürger von Schneeberg ernannt. Kempf war Ehrenmitglied der Erzgebirgszweigvereine Markersbach und Schneeberg-Neustädtel.

## Veröffentlichungen / Vertonungen, Ausstellungen (Auswahl)
- Unner Arzgebirg is schie (22 Märsche, Lieder und Geschichten)[3]
- Erzgebirgische Mundart (25 Titel; 1999)[4]
- Mei Schneebarg (Gedichte), Druckerei und Verlag Mike Rockstroh, Aue 2002[5]
- Im Jahr 2009 wurden in Schneeberg 174 Aquarelle von Werner Kempf in einer Sonderschau im Museum für bergmännische Volkskunst ausgestellt.[6]